# Waldstadion (Pasching)
TGW Arena – stadion piłkarski, położony w Pasching, Austria. Oddany został do użytku w 1990 roku. Od tego czasu swoje mecze na tym obiekcie rozgrywa zespół FC Wacker Tirol. Po przebudowie w roku 2001, jego obecna pojemność wynosi 8 968 miejsc.